# Cowielepis
Cowielepis es un género extinto de peces anáspidos del orden birkeniiformes que vivieron el Silúrico, fue descrito a base de tres especímenes en lo que hoy es Escocia. Se caracteriza por una sola fila de escamas dorsolaterales, un patrón distintivo del techo del cráneo con una gran placa pineal y placas posteriores alargadas, incluso posee la presencia de aletas ventrolaterales pareadas. También tiene una apariencia similar a la de Pterygolepis. Su edad geológica se suele considerar parte del Silúrico, pero algunos estudios sugieren que podriría ser parte del Devónico inferior.